# Oleksandriwka (Baschtanka, Horochiwske)
Oleksandriwka (ukrainisch Олександрівка; russisch Александровка Alexandrowka) ist ein Dorf im  Südosten der ukrainischen Oblast Mykolajiw mit etwa 1300 Einwohnern (2004).
Das 1812 gegründete Dorf liegt am Unterlauf des Inhulez 37 km südlich vom ehemaligen Rajonzentrum Snihuriwka und etwa 80 km südwestlich vom Oblastzentrum Mykolajiw. Am Dorf führt die Territorialstraße T–15–05 vorbei.
Im März 2022 wurde das Dorf in Folge des russischen Überfalls auf die Ukraine von russischen Truppen besetzt, im Herbst 2022 kam der Ort dann wieder unter ukrainische Kontrolle.
Am 12. Juni 2020 wurde das Dorf ein Teil der Landgemeinde Horochiwske; bis dahin bildete es zusammen mit dem Dorf Mychajliwka (Михайлівка) die Landratsgemeinde Oleksandriwka (Олександрівська сільська рада/Oleksandriwska silska rada) im Süden des Rajons Snihuriwka.
Seit dem 17. Juli 2020 ist es ein Teil des Rajons Baschtanka.